# Pauline Atherton Cochrane
Pauline Atherton Cochrane   (Summit, 2 de desembre de 1929 - Arthur, 29 de juliol de 2024) va ser una bibliotecària i gestora d'informació estatunidenca de les més citades en el camp de la biblioteconomia i ciències de la informació. Les seves recerques es van centrar en l'anàlisi i avaluació del llenguatge natural comparat amb el llenguatge controlat en recuperació d'informació.

## Biografia
Va estudiar batxillerat en ciències socials a l'Illinois College de Jacksonville, i un pic va acabar, l'any 1951, es va posar a treballar com indexadora al centre de documentació d'una empresa d'additius alimentaris. Fruit del seu treball, va estudiar biblioteconomia al Rosary College (actual Dominican University), llicenciant-se l'any 1954. Va començar a treballar al servei de referència de la Biblioteca Pública de Chicago i es va doctorar en Documentació a la Universitat de Chicago l'any 1957. En aquesta universitat també va impartir classes de Biblioteconomia i l'any 1960 va participar en l'edició de l'Enciclopèdia Mundial del Llibre. També va començar a col·laborar amb l'Institut Americà de Documentació (l'actual American Society of Information Science).
L'any 1961, canvia de centre de treball, i se'n va cap a l'Institut Americà de Física, i comença la seva labor investigadora, centrada primer en el tractament i processament automàtic d'informació i documentació en ciències físiques. Com a sotsdirectora del departament de Documentació, va millorar els equips de treball d'indexació i resum, dissenyant un sistema aplicat a la informació en física. Fins llavors, aquest institut feia servir la base de dades Chemical Abstracts, aplicada a la química. Pauline Atherton va aconseguir crear un sistema automatitzat capaç de recuperar articles per tema, país, idioma i revista.
Més endavant, en abandonar aquest centre per anar a exercir de professora a la Universitat de Siracusa l'any 1966, va ampliar les seves recerques als catàlegs en línia, sistemes de recuperació d'informació i, sobretot, a l'anàlisi i avaluació de llenguatges documentals com a sistemes de classificació, tesaurus, etc.
Va fer de consultora externa per a la UNESCO en l'elaboració del programa UNISIST. També va organitzar nombrosos seminaris i grups de recerca; d'especial importància va ser el que va organitzar al costat de Phyllis Richmond per difondre la classificació colonada creada pel bibliotecari indi Ranganathan, anomenat Classification Research Study Group (CRSG).
L'any 1971 va ser presidenta de la American Society of Information Science. També va ser membre de la American Library Association i la American Society for Indexers. Es va jubilar l'any 1986.

## Recerques en llenguatge natural comparat amb el llenguatge controlat
Entre 1967 i 1968 va crear i dirigir el primer laboratori informàtic per a estudis en Biblioteconomia, Documentació i Informació, anomenat Library Education Experimental Project, on va poder dur a terme experiments de caràcter empíric. Va estar associat amb el format MARC 21, en aquells dies l'únic catàleg automatitzat, amb el qual també va treballar molt amb l'Henriette Avram.
L'any 1968 va realitzar una recerca pionera, al costat d'en Robert R. Freeman, sobre el primer sistema de cerca bibliogràfic en línia utilitzant un sistema de classificació (concretament, el CDU). Per a dur-ho a terme, van crear un fitxer amb els nombres de física nuclear en la CDU amb les seves descripcions, referències i notes; per una altra banda, van elaborar un altre fitxer bibliogràfic on els nombres de la CDU formaven un registre d'índex dels ítems bibliogràfics. Per realitzar les cerques van emprar el sistema de recuperació AUDACIOUS, on els usuaris introduïen les seves estratègies de cerca en llenguatge natural o mitjançant nomenclatura CDU. Les recerques van produir com a resultat que els sistemes de classificació eren bons per recuperar informació en entorns automatitzats.
També va experimentar amb catàlegs compartits de les biblioteques dels EUA, intercalant termes del llenguatge lliure (extrets dels llibres, és a dir, després d'una indexació lliure) amb termes normalitzats pels bibliotecaris (és a dir, indexació controlada), aconseguint millors resultats en les cerques molt específiques. Atherton va demostrar que les cerques en llenguatge natural tenien major exhaustivitat i precisió quan es tractava de temes massa específics i que, per tant, els sistemes tradicionals de classificació es mostraven massa rígids. Per aquesta raó Atherton es va mostrar inclinada a emprar un sistema híbrid entre tots dos llenguatges.
Fruit d'aquests recerques empíriques, també va realitzar una fecunda labor teòrica sobre la indexació, a la qual va definir com un procés d'identificació i assignació de rúbriques, descriptors o encapçalaments de matèria relatives a un document, de manera que el seu contingut sigui conegut i l'índex creat pugui ajudar a recuperar elements d'informació. Esment a part, mereixen les seves tècniques pedagògiques, basades en l'ús de mètodes audiovisuals i entorns automatitzats.

## Premis i publicacions
La UNESCO va editar l'any 1968 una obra d'Atherton, fonamental en Documentació titulada Manual per a sistemes i serveis de infórmación, traduït a nombrosos idiomes. L'any 1975, l'organització va editar un altre llibre seu titulat Guidelines for the organization of training courses, workshops and seminars in scientific and technical information and documentation. Altres obres seves són, entre d'altres:
- Putting knowledge co work: lectures on library automation and camlog usi (1973)
- BOOKS are for use, Final report of the Subjec[ Access Project to the Council on Library Resources (1978)
- Online searching of ERIC: impact of free text or controlled vocabulary searching on design of the ERIC data base (1979)

L'any 1990 va rebre el Premi ASIST al Mèrit Acadèmic.